# Pyrinia substriata
Pyrinia substriata är en fjärilsart som beskrevs av Paul Dognin 1913. Pyrinia substriata ingår i släktet Pyrinia och familjen mätare. Inga underarter finns listade.